# ویت تری
ویت تری (به لاتین: Việt Trì) یک شهر در ویتنام است که در استان فو تو واقع شده‌است.

## خصوصیات
ویت تری ۱۱۰ کیلومترمربع مساحت و ۲۶۰٬۲۸۸ نفر جمعیت دارد.

## نگارخانه

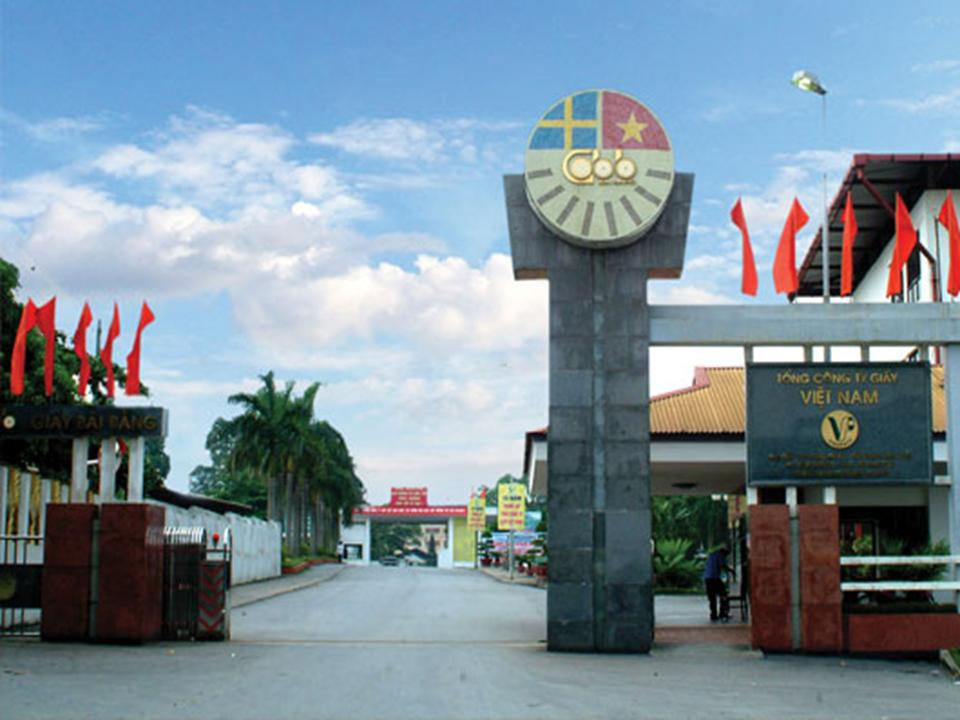
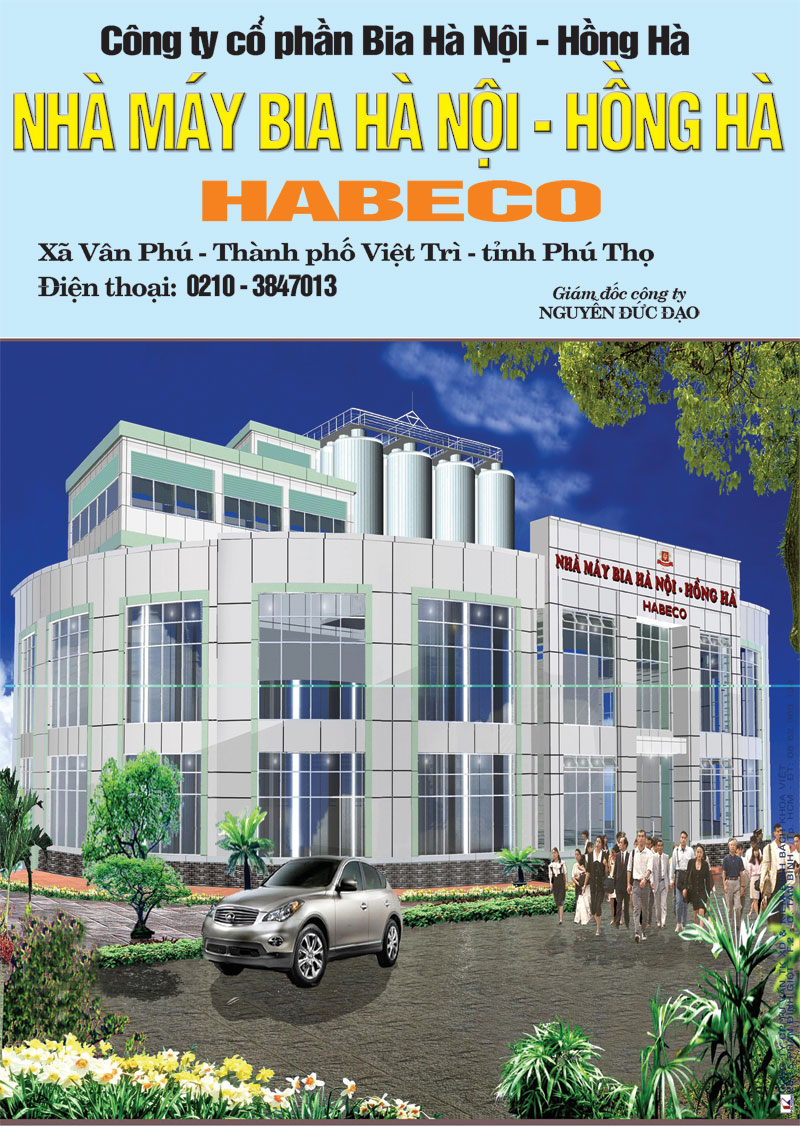